# محمد وفيق
محمد وفيق (24 سبتمبر 1947 - 14 مارس 2015)، ممثل مصري. برع في الأدوار التاريخية وكان بلاط الشهداء من أبرز مسلسلاته. وقدم أيضا عددا من حلقات البرنامج الديني (أسماء الله الحسنى) مع مدحت مرسي وأشرف عبد الغفور وسميرة عبد العزيز ومديحة حمدي.
وكان شارك بمسلسل رافت الهجان

## قصة حياته
ممثل مصري. ولد (محمد وفيق علي) بالإسكندرية لأب كان يعمل أستاذًا بالجامعة. أتم دراسته الثانوية بالمدرسة المرقسية الثانوية بالإسكندرية ثم حصل على (بكالوريوس فنون مسرحية) بتفوق عام 1967 في الدفعة التي ضمت (نور الشريف) و (مجدي وهبة) و (شاكر عبد اللطيف) و (عبد العزيز مخيون). أثناء دراسته بالسنة الأولى في المعهد ذهب للعمل في مسرح التليفزيون كنوع من التدريب وزيادة الدخل حيث كان قادمًا لتوه من الإسكندرية وكانت رواية (لا حدود) عن فلسطين من تأليف (محمود شعبان) واخراج (فوزي درويش). ثم شارك في مسرحية (سندباد) من إخراج (أحمد زكي) وشجعه كثيرًا (محمود أمين العالم)، وشاهد المسرحية (يوسف شاهين) وأسند له بطولة فيلم من اخراجه لكن لم يكتمل المشروع. النقلة الكبيرة في مشواره كانت من خلال مسلسل (الكتابة على لحم يحترق) الذي قدم فيه شخصية (الظاهر بيبرس) ثم كانت النقلة الكبرى من خلال مسلسل (المرشدي عنتر) وقدم في نفس الوقت مسلسلاً لتليفزيون قطر عنوانه (أحمد باشا الجزار) ثم كانت مشاركته في فيلم (الرسالة) من إخراج (مصطفى العقاد) وقدم فيه شخصية (عمرو بن العاص). في الثمانينات وعلى مدى ثلاث أجزاء من إخراج (يحيى العلمي) قدم الشخصية الأكثر شهرة له وهي شخصية (عزيز الجبالي) ضابط المخابرات الذي يعمل في الخفاء ليجعل حياة الجاسوس المصري (رأفت الهجان) أكثر سهولة في حياته الخطرة داخل إسرائيل والشخص الذي قال (رأفت الهجان) أنه يشعر بوجوده وبمدى اهتمامه به بدون أن يراه أو يعرفه، برغم تنوع أدواره يظل هذا الدور هو الأشهر في مسيرة (محمد وفيق). في الثمانينات أيضًا قدم أفضل دور سينمائي له في فيلم (الهروب) من إخراج المخرج الكبير (عاطف الطيب) بدور ضابط الشرطة البراجماتي البارد (فؤاد الشرنوبي) الذي عاد لتوه من أمريكا محملًا بأساليب أمنية جديدة. ويظل عدد الأفلام التي قدمها (وفيق) للسينما محدودًا مقارنًة بإسهامه في مجال التليفزيون فقد قدم نحو 22 فيلمًا. في التليفزيون قام بجانب ما تقدم بأدوار ممتدحة في مسلسلات (الوهم والحقيقة)، (السيرة الهلالية)، (انتقام امرأة)، (محمد رسول الانسانية)، (الطبري)، (الابطال)، (بوابة الحلواني) و (ساعة ولد الهدى). تزوج من ابنة خالته الفنانة (كوثر العسال) في أواخر الثمانينات واستمر زواجهما الذي وصفه بالزواج السعيد حتى وفاتها في أواخر عام 2013 عن 64 عامًا. عقب عملية قلب مفتوح أجراها بمستشفى دار الفؤاد بالقاهرة، توفي في 14 مارس 2015 عن 67 عامًا.

## أعمال

### أفلام
| - بابا:2012-والد فريدة - سحر ما فات من كنوز المرئيات:2009-الراوي - كتكوت:2006-ثروت - مجرم مع مرتبة الشرف:1998-قدري كمال - 131 أشغال:1993-سعيد أنور ضابط الترحيل - الرقص مع الشيطان:1993-الطبيب النفسي-ضيف شرف - امرأة آيلة للسقوط:1992-رئيس نيابة جنوب القاهرة - سمارة الأمير:1992-عمرو عبد القوي | - الهروب:1991-عقيد/ فؤاد الشرنوبي - قضية سميحة بدران:1990-العقيد كمال - حكاية نص مليون دولار:1988-سيف - خطة الشيطان:1988-خالد فتح الله - عشماوي:1987-فتى برهان الصراف - عصفور الشرق:1986-علوان - سعد اليتيم:1985-فاضل الجمّال | - وثالثهم الشيطان:1978 - جواز على الهوا:1976 - المنحرفون:1976-ضابط شرطة - الرسالة:1976-عمرو - لا شيء يهم:1975-كمال - الحب تحت المطر:1975-د. علي زهران - الرجل الذي فقد ظله:1968 |

### مسلسلات
| - ألف ليلة وليلة:2015-الملك فخريار والد شهريار - دهشة:2014-ضيف الشرف - ابن ليل:2012 - عابد كرمان:2011-السيد أدهم - الصيف الماضي:2010-الحاج رضوان - أكتوبر الآخر:2010-زكي-ضيف شرف - نص أنا نص هو:2010 - صدق وعده:2009-الوليد بن المغيرة - المصراوية ج2: في الريف والبنادر:2009 - ناصر:2008-عبدالناصر حسين سلطان - ذكريات العام القادم:2008 - بنات في الثلاثين:2008 - أدهم الشرقاوي:2008 - العارف بالله الإمام عبدالحليم محمود:2008 - عقدة ماما عزيزة:2007 - حنان وحنين:2007 - أزهار:2007 - حق مشروع:2007 - تحياتي إلى العائلة الكريمة:2006 - نصر السماء:2006 - الست أصيلة:2005-فوزي - اعترافات الثعالب:2005 - زهرة في الأرض البور:2005 - أوراق مصرية (ج3):2004-أمين النجعاوي - المعمورة:2004 - السيف الوردي:2004 - بعد الشتات:2004-يحيى - الأصدقاء:2002-المستشار رأفت الغندور - البرنسيسة:2001 - الخير ينتصر أحيانا:2001 - ليه يا دنيا ليه:2001 - عظماء في التاريخ:2000 - راجل حظه كده راجل حظوا كده:2000 - الوشاح الأبيض:2000-حسنين أبو الغيط - عفوا هذا حقي:2000 - العشق الإلهي:1999 - سكة سعد:1999 - دو ري مي:1998 - المهمة الاخيرة:1998 - الوزير الشاعر:1998 - الحسن بن الهيثم:1998-الحسن بن الهيثم - ومنين أجيب ناس:1998 - العيش والملح:1998-العقيد يوسف حماد - الفهلوي:1998 - السيرة الهلالية (ج1، 2، 3):1997، 1998، 2001-الزناتي خليفة - قلوب في العاصفة:1997 | - الأبطال (ج2):1997-نابليون بونابرت - بريء في ورطة:1997 - وسادسهم الزمن:1996 - رابعة تعود:1996-الديناري رئيس الشرطة - أبو العلا 90:1996-صفوت - نقوش من ذهب ونحاس:1996 - صباح الورد:1995-ضيف الحلقات - لن أمشي طريق الأمس:1995-فاروق - أولاد الأصول:1995 - القضاء في الإسلام (ج6):1995 - هي وهؤلاء:1995 - طاش ما طاش (ج2):1994 - عزبة القرود:1994 - لعبة كل بيت:1994 - عروس البحر:1993-بركات - الآنسة كاف:1993 - الأجيال:1993 - محمد رسول الله إلى العالم:1993 - لعبة الفنجري:1993 - أهل الطريق:1993 - الغول:1992 - الوديعة:1992 - أيام الغياب:1992 - ساعة ولد الهدى:1992 - بوابة الحلواني (ج1->4):1992->2001-الخديوي إسماعيل - شموع لا تنطفئ:1991 - البريمو:1991 - النوة:1991-عرفان - شارع المواردي (ج1، 2):1990، 1995-إبراهيم - اليقين:1990-شوقي - الكهف و الوهم والحب:1989 - ليالي الحلمية (ج2->5):1989->1995-مصطفى رفعت-ضيف شرف - أحزان نوح:1989 - رأفت الهجان (ج1، 2، 3):1988، 1990، 1992-عزيز الجبالي - لا إله إلا الله (ج3):1987-عوزير-ضيف شرف - الطبري:1987-أحمد المعتمد - صرخة برئ:1987-سالم - رحلة السيد أبو العلا البشري:1986-صفوت - المنعطف:1986 - بلاط الشهداء:1985-طارق بن زياد - رسول الإنسانية:1985 - الصعود إلى القمة:1985-محمد بن أبي عامر المنصور - خطوات الشيطان:1984-فارس - أبرياء في قفص الاتهام:1984-وكيل النيابة فكري - نور الدين زنكي:1984 - الشاهد الوحيد:1984-علي | - البركان:1984-طلعت - إنتقام إمرأة:1983-سمير - عصر الحب:1983-عزت - الجزار الشاعر:1983 - بين السرايات:1983 - موسى بن نصير:1983 - بعثة الشهداء:1981-عزرا - الوهم والحقيقة:1980-رؤوف - الفارس العاشق:1980 - الأبله:1980-كمال - ليلة سقوط غرناطة:1979 - نفوس معذبة:1979 - السمان و الخريف:1978-حسن - الليلة الموعودة:1978 - عنترة:1978 - عاصفة على بحر هادئ:1977 - هروب:1976 - القضبان:1974 - القاهرة والناس:1972-وفيق - العودة إلى المنفى:1971 - النصيب:1971 - 64 بنك القلق:1970 - الفلاح:1968 - جماد من لحم - المهاجرون - أحمد باشا الجزار - اذكياء ولكن - وتبقى الأرض دائما - في بيتنا رجل-همام مدير أمن القاهرة - من دعاة الخير - أيام العمر - المرشدي عنتر-نوح المناديلي - طريق الاحلام-حلمى - كوكب الألفا - الثمن - هبة من الله - القاتل هو - حوادث مثيرة - العدل والتفاحة - امير الشعراء احمد شوقي - الألغاز والمغامرون الخمسة-المفتش سامي - الوهم والحقيقة - الإمام سفيان الثوري - وجاء الإسلام بالسلام - شهادة ميلاد - في المرآة - وأشرق الاسلام بالحب |

| - الرنين والصدى:2005 - الجنون فنون:2005 - ليلة طويلة:1986-أدهم - بماذا تشتري النقود:1977-سامح - صفقة مضمونة - أريد عريسًا - عائلة تحت التهديد | - حنان ونكران - حلاوة الروح-مختار - اعتراف للنائب العام - الغريب والمجهول - الدفاع يتهم - ألوان من الحب | - عودة الربيع - الحرمان - أوتـوستوب - الرياح قادمة - الشكل والمضمون - الشيخ شيخة |

| - من قتل تامر وزه:2009 - رصاصة في القلب:1985 - جارة القمر-عاصي الرحباني - أريد أن أقتلك يا حبيبتي - وغربت الشمس | - ألف يوم و يوم - الأستاذ أبو المكارم - ملاعيب علي الزيبق-علي الزيبق - رز الملايكة | - البازار - عندما تغيب الشمس-وائل - غربة الحب - سالم وسالمين |

## وفاته
أعلن نقيب الممثلين سامح الصريطي يوم 14 مارس وفاة محمد وفيق عن عمر يناهز 67 عاماً، وقال انها نتيجة لتدهور صحته، ومراسم الجنازة تّمت عصر السبت 14 مارس في مدينة السادس من أكتوبر.